# Epalpus affinis
Epalpus affinis là một loài ruồi trong họ Tachinidae.